# Luciobarbus comizo

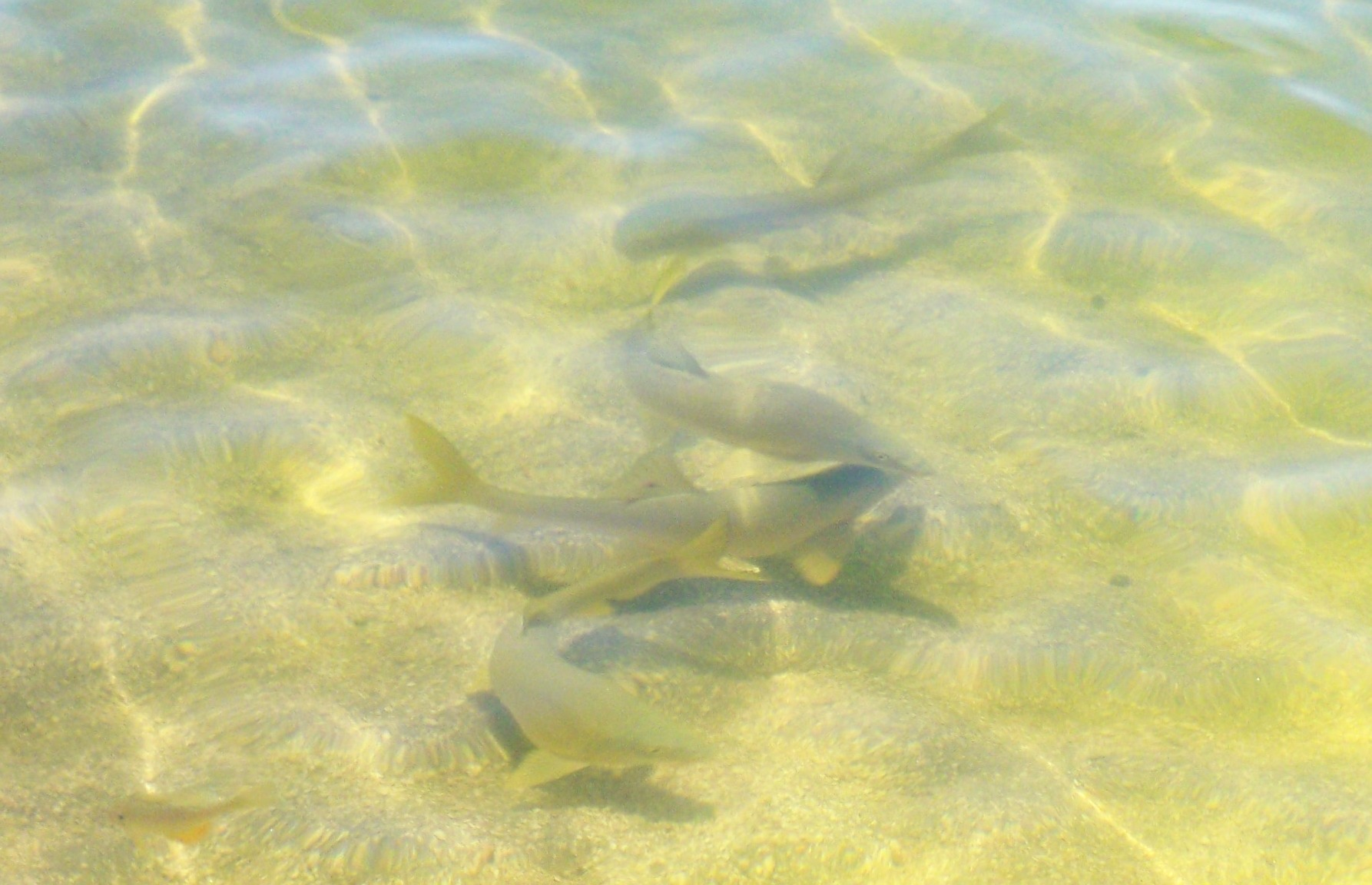
Gruppo di L. comizo

Luciobarbus comizo o barbo iberico è un pesce osseo d'acqua dolce della famiglia Cyprinidae.

## Distribuzione
È una specie endemica della penisola Iberica occidentale, precisamente dei fiumi Tago e Guadiana mentre risulta estinto nel Guadalquivir (tranne, forse, nel tratto terminale).
Popola i grandi fiumi larghi e profondi, in tratti con corrente lenta e abbondante vegetazione acquatica.

## Descrizione
Questo barbo è immediatamente riconoscibile dai congeneri a causa del profilo della testa che è molto allungato e, negli adulti, concavo tra la bocca e l'occhio. Gli occhi sono molto vicini al profilo dorsale. L'ultimo raggio della pinna dorsale è rigido e robustamente seghettato sul bordo posteriore. Labbra sottili.
Si tratta di uno dei più grandi barbi europei raggiungendo gli 80 cm di lunghezza.

## Alimentazione
Si ciba di invertebrati in età giovanile mentre da adulto, fatto inusuale per un barbo, preda soprattutto pesci.

## Riproduzione
Si riproduce probabilmente in primavera.

## Conservazione
Le popolazioni si sono fortemente ridotte negli ultimi anni. È minacciato dall'alterazione dell'habitat, dalla diminuzione di portata dei fiumi a causa dell'estrazione di acqua e dall'introduzione di specie aliene.